# John Torrey

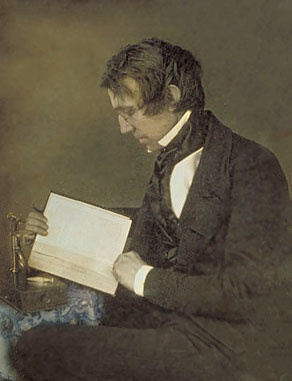
John Torrey um 1840

John Torrey (* 15. August 1796 in New York City; † 11. März 1873 ebenda) war ein US-amerikanischer Botaniker und Chemiker. Sein offizielles botanisches Autorenkürzel lautet „Torr.“
John Torrey absolvierte eine Ausbildung zum Arzt und verdiente seinen Lebensunterhalt anfangs als Inhaber mehrerer Lehrstühle für Chemie, beispielsweise an der United States Military Academy und dem College of New Jersey. Von 1853 an war er Assayer der United States Mint. Seine wichtigsten Leistungen vollbrachte er jedoch auf dem Gebiet der Botanik. Torrey veröffentlichte mehrere Florenwerke zur Pflanzenwelt der Vereinigten Staaten, darunter die mit Asa Gray verfasste Flora of North America sowie eine Flora des Bundesstaates New York. Besondere Verdienste erwarb er sich außerdem mit der botanischen Aufarbeitung des im Rahmen von Erkundungsunternehmen der US-Regierung gesammelten Pflanzenmaterials.

## Leben und Wirken

### Herkunft und Ausbildung
John Torrey war der zweite Sohn von insgesamt neun Kindern von William Torrey (1759–1831) und dessen Frau Margaret Nichols (1768–1839). Durch seinen Vater lernte er um 1810 John Eatton Le Conte kennen, der bei ihm frühzeitig ein Interesse an Botanik erweckte. 1814 begann Torrey seine Ausbildung am College of Physicians and Surgeons der Columbia University in New York City, wo Wright Post (1766–1828) und David Hosack (1769–1835) zu seinen Lehrern gehörten.
Am 24. Februar 1817 gehörte Torrey zu den Gründern des Lyceum of Natural History in New York City. Gemeinsam mit Caspar Wistar Eddy (1790–1828) und D’Jurco V. Knevala wurde er von der Leitung des Lyceums mit der Aufgabe betraut, einen Katalog über die im Umkreis von dreißig Meilen um New York City wachsenden Pflanzen zu erstellen, der 1819 unter dem Titel A Catalogue of the Plants Growing Within Thirty Miles of New York veröffentlicht wurde. Im April 1818 machte Torrey seinen Abschluss als Doktor der Medizin am College of Physicians and Surgeons. Mit William Cooper (1798–1864) reiste er anschließend nach Philadelphia, um dortige Herbarien einzusehen. Im darauffolgenden Monat ordnete er das an der New-York Historical Society aufbewahrte Herbarium seines Lehrers Hosack. 1819 begann Torrey, vermutlich in Greenwich Village, als Arzt zu praktizieren. In diesem Jahr begann er ebenfalls mit der Arbeit an der Flora of Northern and Middle States. Kurzzeitig trug er sich mit dem Gedanken, an der Erkundungsexpedition von Stephen Harriman Long teilzunehmen. Von 1821 bis 1822 unterhielt er gemeinsam mit Thomas Nuttall in der Fulton Street eine Arztpraxis, war gleichzeitig Assistent von Hosack und begann an der Flora of North America zu arbeiten.

### Professor für Chemie
1823 wurde Torrey in die Society of the Cincinnati gewählt. 1824 wurde er zum Präsidenten des Lyceums of Natural History in the City of New York gewählt, nachdem er im Jahr zuvor bereits als Vizepräsident fungiert hatte. Die Position des Präsidenten hatte Torrey bis 1826 inne. Am 20. April 1824 heiratete er Eliza Robertson Shaw (1806–1855), mit der er die vier Kinder Jane Robertson (1825–1912), Eliza Shaw (1827–1913), Margaret Antoinette (1829–1904) und Herbert Gray (1838–1915) hatte. Im August desselben Jahres wurde Torrey zum Assistenzarzt der United States Army ernannt und wurde auf Le Contes Empfehlung hin zum Professor für Chemie, Geologie und Mineralogie an die United States Military Academy in West Point berufen. Der erste Band seiner 1824 erschienenen Flora of Northern and Middle States nutzte noch das Linnésche Klassifikationssystem.
Im Herbst 1827 wurde Torrey zum Professor für Chemie am College of Physicians and Surgeons New York berufen. Den Sommer 1828 über hielt er Chemievorlesungen am Williams College, 1829 folgten seine populären Chemievorlesungen für Subskribenten, die als Outlines of the lectures on chemistry veröffentlicht wurden, und im Sommer 1830 Chemievorlesungen am College of New Jersey. Im Herbst wurde Torrey dort zum Professor für Chemie berufen, eine Tätigkeit, die er bis 1854 ausübte. Am 25. April 1831 wurde Torrey außerdem Dozent für Chemie am neuen College of Pharmacy der New York University.

### Hinwendung zur Botanik

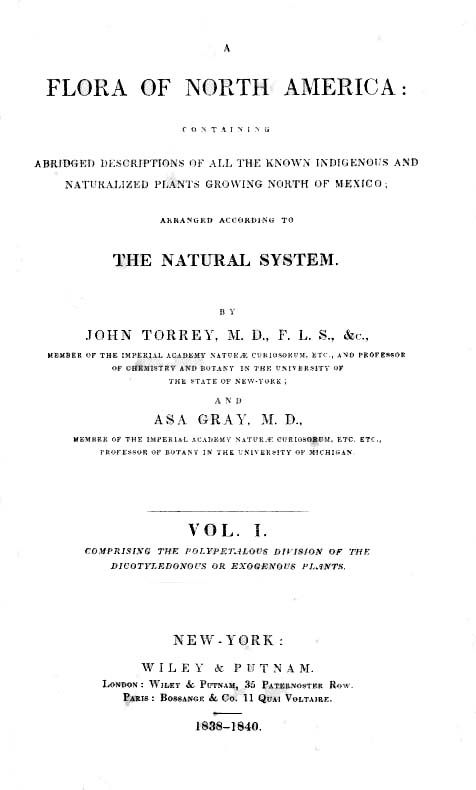
Titelseite der gemeinsam mit Asa Gray veröffentlichten, aber unvollendet gebliebenen Flora of North America

In seiner 1828 veröffentlichten Beschreibung der von Edwin James westlich des Mississippi River gesammelten Pflanzen benutze Torrey erstmals die von Antoine-Laurent de Jussieu und Augustin-Pyrame de Candolle entwickelte natürliche Pflanzensystematik. 1831 bereitete er die erste amerikanische Ausgabe von John Lindleys An Introduction to the Natural System of Botany vor, für die er einen Anhang verfasste.
Im September 1832 traf Torrey zum ersten Mal mit Asa Gray zusammen. Gemeinsam unternahmen sie eine Forschungsreise zu den Pine Barrens von New Jersey. Am 5. Oktober 1832 wurde Torrey zum Professor of Chemie, Botanik und Mineralogie an der New York University berufen, gab die Stelle jedoch bereits am 9. November wieder auf. Von Februar bis August 1833 bereiste Torrey als Vertreter der New York University Europa. Während seine Frau und seine älteste Tochter Jane Verwandte in Irland besuchten, hielt sich Torrey einen Monat lang in Paris auf, stattete der Isle of Wight einen Besuch ab und machte in Glasgow, Edinburgh und London Station. 1834 stellte er Gray als seinen Assistenten ein. Am 1. Juli 1836 bestellte der New Yorker Gouverneur William L. Marcy ihn als Staatsbotaniker für das New York Natural History Survey. Im gleichen Jahr wurde Gray Torreys gleichberechtigter Partner bei der Erarbeitung der Flora of North America und es erschien Torreys Monografie über die nordamerikanischen Sauergrasgewächse (Cyperaceae).
1839 erhielt Torrey den Auftrag, eine Flora des Bundesstaates New York vorzubereiten. 1841 erwarb er in der Nähe von Princeton, wo er Vorlesungen über Botanik hielt. Er bezog das Haus mit seiner Familie im folgenden Jahr und wohnte hier bis 1851. 1843 erschienen sowohl die zweibändige Flora of New York State als auch der dritte und letzte Teil des zweiten Bandes der Flora of North America, die unvollendet blieb.
Im November 1842 kam Torrey erstmals mit der Erkundungsexpedition des Westens der Vereinigten Staaten in Kontakt, bei der der Oregon Trail von Council Bluffs bis zum South Pass in Wyoming kartografiert wurde, als er die während der ersten Expedition von John Frémont gesammelten Pflanzen erhielt. Am 9. April 1849 willigte Torrey ein, auch die während der von Charles Wilkes geleiteten United States Exploring Expedition gesammelten Pflanzen zu beschreiben. Bis zu seinem Tod verfasste er insgesamt 18 derartige botanische Berichte.

### Weiteres Wirken
Am 6. Dezember 1853 wurde Torrey Prüfer („Assayer“) der United States Mint und gab in der Folgenzeit seine Lehrverpflichtungen auf. 1856 ernannte ihn das Columbia College zu ihrem Trustee. Vier Jahre später übergab Torrey sein etwa 40.000 Belege umfassendes Herbarium und die etwa 600 Bände seiner Büchersammlung an das Columbia College. Dafür durfte er fortan mietfrei ein Haus auf dem Campus des Colleges bewohnen.
Torreys letzte Veröffentlichung, die er wieder  mit Asa Gray verfasste, war die 1870 veröffentlichte Revision der Familie der Eriogonaceae, die heute zur Familie der Knöterichgewächse gehört. Ende Januar 1873 erkrankte Torrey an Pleuritis. Er starb am 10. März 1873. Drei Tage später wurde er auf dem Friedhof der West Presbyterian Church (42nd Street) begraben. Seine Sargträger waren Asa Gray, Joseph Henry, Frederick Augustus Porter Barnard und Cornelius Rea Agnew (1830–1888).

## Auszeichnungen und Würdigung

### Mitglied in wissenschaftlichen Vereinigungen
1831 wurde Torrey Mitglied der Wernerian Natural History Society in Edinburgh, Mitglied der Großherzoglichen Societät für die gesammte Mineralogie in Jena und Mitglied der Königlich Physiographischen Gesellschaft in Lund. 1835 wurde er Mitglied der Deutschen Akademie der Naturforscher Leopoldina und der American Philosophical Society, 1839 Auslandsmitglied der Linnean Society of London und am 10. Oktober 1841 Mitglied der American Academy of Arts and Sciences. 1842 ernannte die Boston Society of Natural History Torrey zu ihrem Ehrenmitglied. Torrey gehörte zu den 50 Gründungsmitgliedern der am 3. März 1863 ins Leben gerufenen National Academy of Sciences.

### Ehrungen
Auf Empfehlung von Benjamin Silliman und Eli Ives (1779–1861) verlieh die Yale University Torrey 1823 den Ehrentitel eines Artium Magister. Auf Anraten von Chester Dewey (1784–1867) verlieh ihm das Williams College zwei Jahre später ebenfalls den Ehrentitel eines Artium Magister. Auf Empfehlung Edward Hitchcocks wurde Torrey 1845 der Titel eines Ehrendoktors der Rechte des Amherst College zugesprochen.
Die Zeitschrift Torreya (1901 bis 1945) sowie die Pflanzengattung Torreya aus der Familie der Eibengewächse (Taxaceae) sind nach ihm benannt. Ebenso die Torrey Botanical Society, die 1860 unter dem Namen Torrey Botanical Club gegründete, älteste botanische Gesellschaft Amerikas. Charles Christopher Parry benannte 1861 nach ihm den Torreys Peak in den Rocky Mountains. Auch die Pflanzengattungen Torreycactus Doweld aus der Familie der Cactaceae und Torreyochloa G.L.Church aus der Familie der Süßgräser (Poaceae) sind nach ihm benannt.

## Schriften (Auswahl)

### Bücher
- A Catalogue of Plants growing spontaneously within thirty miles of the City of New-York. Albany 1819 (online).
- A Flora of the Northern and Middle Sections of the United States. T. and J. Swords, New York 1824 (online).
- A Compendium of the Flora of the Northern and Middle States, containing generic and specific Descriptions of all the Plants, exclusive of the Cryptogamia, hitherto found in the United States, north of the Potomac. S. B. Collins, New York 1826, (online).
- Outlines of the lectures on chemistry, delivered in the College of Physicians and Surgeons of the University of the State of New York. 2. Auflage, John Post, 1829.
- Catalogue of North American Genera of Plants, arranged according to the orders of Lindley’s Introduction to the Natural System of Botany. In: John Lindley: An introduction to the Natural System of Botany: Or, A systematic View of the Organization, natural affinities, and geographical distribution of the whole vegetable kingdom; together with the uses of the most important species in medicine, the arts. G. & C. & H. Carvill, New York 1831 (online).
- A Flora of North America. 2 Bände, Wiley & Putnam, New York 1838–[1843] (online). - mit Asa Gray
- A flora of the state of New-York: comprising full descriptions of all the indigenous and naturalized plants hitherto discovered in the state with remarks on their economical and medicinal properties. 2 Bände, Carroll and Cook, printers to the Assembly, Albany 1843 (online).
- Plantae Fremontianae; or Descriptions of Plants Collected by Colonel J. C. Frémont in California. Smithsonian Institution, Washington (D.C.) 1853 (online).

### Beiträge in Erkundungsberichten der US-Regierung
- Catalogue of plants collected by Mr. Charles Geyer under the direction of Mr. I. N. Nicollet during the exploration of the region between the Mississippi alnd Missouri Rivers. In: Report intended to illustrate a map of the hydrographical basin of the upper Mississippi river, made by I. N. Nicollet. Blair and Rives, Printers, Washington 1843, S. 143–165 (online).
- Catalogue of Plants collected by Lieutenant Frémont in his expedition to the Rocky Mountains. In: Report of the exploring expedition to the Rocky Mountains in the year 1842, and to Oregon and North California in the years 1843–’44, by Brevet Captain J. C. Frémont. Gales and Seaton, Printers, Washington 1845, S. 81–98 (online).
- Note concerning the plants collected in the second expedition of Captain Fremont. In: Report of the exploring expedition to the Rocky Mountains in the year 1842, and to Oregon and North California in the years 1843-'44, by Brevet Captain J. C. Frémont. Gales and Seaton, Printers, Washington 1845, S. 311–319 (online).
- Appendix 2. [Botany]. In: Notes of a military reconnoissance from Fort Leavenworth, in Missouri, to San Diego, California, including part of the Arkansas, Del Norte, and Gila rivers, made in 1846. Wendell and van Benthuysen, Printers, Washington 1848, S. 135–156 (online).
- Appendix 6. [List of Plants collected by Lieut. Abert]. In: Notes of a military reconnoissance from Fort Leavenworth, in Missouri, to San Diego, California, including part of the Arkansas, Del Norte, and Gila rivers, made in 1846. Wendell and van Benthuysen, Printers, Washington 1848, S. 406–414 (online).
- Botany. In: Exploration and survey of the valley of the Great Salt Lake of Utah, including a reconnoissance of a new route through the Rocky Mountains, by Howard Stansbury. Lippincott, Grambo & Co., Philadelphia 1852 S. 383–397 (online).
- Botany. In: Report of an expedition down the Zuni and Colorado Rivers, by Captain L. Sitgreaves. Beverly Tucker, Senate Printer, Washington 1854, S. 155–178 (online).
- Report on the Botany of the Expedition. In: Report of Exploration of a Route for the Pacific Railroad, Near the Thirty-Second Parallel of Latitude, from the Red River to the Rio Grande, by Brevet Captain John Pope. Washington 1854, S. 159–185, (online). - mit Asa Gray
- Botany. Description of the plants collected during the Expedition. In: Exploration of the Red River of Louisiana, in the year 1852, by Randolph B. Marcy. Beverly Tucker, Senate Printer, Washington 1854 S. 267–289 (online)
- Botanical Report upon the collections made by Captain Gunnison, Topographical Engineers, and Lieutenant E. G. Beckwith, Third Artillery, in 1854. In: Report of explorations for a route for the Pacific Railroad, on the line of the forty-first parallel of north latitude, by Lieut. E. G. Beckwith. Washington 1855, S. 119–132 (online). - mit Asa Gray
- List and descriptions of the plants collected. In: Report of Explorations for Railroad Routes from San Francisco Bay to Los Angeles, California, West of the Coast Range, and from the Pimas Villages on the Gila to the Rio Grande, near the 32d Parallel of North Latitude, by Lieutenant John G. Parke. Part 3. Washington 1856, S. 7–22, 27–28 (online).
- Description of the Plants collected along the Route, by W. P. Blake, and at the Mouth of the Gila. In: Report of Explorations in California for Railroad Routes, to Connect with the Routes near the 35th and 32nd Parallels of North Latitude, by Lieutenant R. S. Williamson. Washington 1856 S. 359–370 (online).
- Description of the general Botanical Collections. In: Route near the Thirty-Fifth Parallel, Explored by Lieutenant A. W. Whipple, Topographical Engineers, in 1853 and 1854. Teil 5, Washington 1857, S. 61–182, (online).
- General Catalogue of the Plants collected on the Expedition. In: Report of Lieutenant Henry L. Abbot, Corps of Topographical Engineers upon Explorations for a Railroad Route, the Sacramento Valley to the Columbia River, Made by Lieut. R. S. Williamson. Teil 3, Washington 1857 S. 65–93, (online) - I. Exogenous Plants mit J. S. Newberry und Asa Gray
- Botany of the Boundary. In: Report on the United States and Mexican boundary survey, made under the direction of the secretary of the Interior, by William H. Emory. Band 2, Washington 1859, S. 27–270, (online).
- Botany. In: Report upon the Colorado River of the West, explored in 1857 and 1858 by Lieutenant Joseph C. Ives. Teil IV. Washington 1860 (online). - mit Asa Gray, George Thurber und George Engelmann
- Phanerogamia of Pacific North America. In: United States Exploring Expedition. During the years 1838, 1839, 1840, 1841, 1842. Under the command of Charles Wilkes, U.S.N. Band 17, Botany III, Philadelphia 1874, S. 207–514.

### Zeitschriftenartikel
- Notice of the Plants collected by Prof. D. B. Douglas, of West Point, in the expedition under Governour Cass, during the summer of 1820, around the great Lakes and the upper waters of the Mississippi. In: American Journal of Science and Arts. Band 4, 1822, S. 56–69 (online).
- Description and Analysis of a new Ore of Zinc. In: American Journal of Science and Arts. Band 5, 1822, S. 235–238 (online)
- Description of a new Species of Usnea, from New South Shetland. In: American Journal of Science and Arts. Band 6, 1823, S. 104–106 (online).
- Description of some new or rare Plants from the Rocky Mountains, collected in July, 1820 by Dr. Edwin James. In: Annals of the Lyceum of Natural History of New York. Band 1, 1824, S. 30–36 (online).
- Notice of a locality of Yenite in the United States. In: Annals of the Lyceum of Natural History of New York. Band 1, 1824, S. 51 (online)
- An Account of the Columbite of Haddam, (Connecticut,) with Notices of several other North American Minerals. In: Annals of the Lyceum of Natural History of New York. Band 1, 1824, S. 89–93 (online).
- Descriptions of some new Grasses collected by Edwin James, in the expedition of Major Long to the Rocky Mountains, in 1819–1820. In: Annals of the Lyceum of Natural History of New York. Band 1, 1824, S. 148–156 (online).
- Monograph of the North American species of Carex. In: Annals of the Lyceum of Natural History of New York. Band 1, Teil 2, 1825, S. 283–373 (online). - mit Lewis David von Schweinitz.
- Some Account of a Collection of Plants made during a journey to and from the Rocky Mountains in the summer of 1820, by Edwin P. James, M. D. Assistant Surgeon, U.S. Army. In: Annals of the Lyceum of Natural History of New York. Band 2, 1827, S. 161–244 (online).
- Monograph of the North American Cyperaceae. In: Annals of the Lyceum of Natural History of New York. Band 3, 1836, S. 239–443 (online).
- Experiments on the Condensation of Carbonic, Sulphurous, and Chloro-cromic Acid Gases. In: American Journal of Science and Arts. Band 35, 1839 S. 374–375 (online).
- Discovery of the Vauquelinite, a rare ore of Chromium, in the United States. In: Annals of the Lyceum of Natural History of New York. Band 4, 1848, S. 76–79 (online).
- An Account of several new Genera and Species of North American Plants. In: Annals of the Lyceum of Natural History of New York. Band 4, 1848, S. 80–94 (online).
- Catalogue of Plants of the State of New York, of which Specimens are Preserved in the Cabinet at Albany. In: Second Annual Report of the Regents of the University, on the Condition of the State Cabinet of Natural History, with Catalogue of the Same. Albany 1849. S. 41–64.
- On some New Plants discovered by Col. Fremont, in California. In: Proceedings of the American Association for the Advancement of Science. 1851, S. 190–193 (online)
- On the Structure and Affinities of the Genus Batis of Linnaeus. In: Proceedings of the American Association for the Advancement of Science. 1851, S. 405–406 (online).
- Plantae Fremontianae; or, Descriptions of plants collected by Col. J. C. Frémont in California. In: Smithsonian Contributions to Knowledge. Band 6, 1854, S. 1–24 (online).
- Observations on the Batis maritima of Linnaeus. In: Smithsonian Contributions to Knowledge. Band 6, 1854, S. 1–8 (online).
- On the Darlingtonia Californica, a new Species of Pitcher-Plant from Northern California. In: Smithsonian Contributions to Knowledge. Band 6, 1854, S. 1–7 (online).
- Sur la Distribution Géographique des Sarracéniacées. In: La Belgique horticole. Band 5, 1855, S. 146–147 (online).
- Notice of several indigenous plants suitable for hedges. In: Report of the Commissioner of Patents for the year 1857. Agriculture. William A. Harris, Printer, Washington 1858, S. 239–243 (online).
- A Revision of the Eriogoneae. In: Proceedings of the American Academy of Arts and Sciences. Band 8, 1870, S. 145–200 (online). - mit Asa Gray

## Nachweise

## Weiterführende Literatur
- Susan M. Fraser, Brian M. Boom: John Torrey’s botanical legacies: Archives, library, and herbarium collections. In: Memoirs of the Torrey Botanical Society. Band 29, 2020, S. 5–38 (JSTOR:27003460).